# Ceragenia bicornis
Espèce
Ceragenia bicornis est une espèce d'insectes coléoptères de la famille des Cerambycidae, sous-famille des Cerambycinae et de la tribu des Trachyderini.

## Dénomination
L'espèce a été décrit par l'entomologiste danois Johan Christian Fabricius en 1801, sous le nom initial de Cerambyx bicornis, reclassé par Jean Guillaume Audinet-Serville en 1834 dans le genre Ceragenia.

### Synonymie
- Cerambyx bicornis Fabricius, 1801 - protonyme[1]
- Trachyderes bi-cornis (Dalman) par Schönherr en 1817)
- Ceragenia aurichalcea (Dejean, 1836)
- Lophonocerus bicornis (Castelnau, 1840)

### Articles liés
- Ceragenia
- Liste des Cerambycinae de Guyane
- Galerie des Cerambycidae